# Napoleon-Lippfisch
Der Napoleon-Lippfisch (Cheilinus undulatus) lebt in den Korallenriffen des Roten Meeres und des tropischen Indopazifik von Süd- und Ostafrika bis zum Tuamotu-Archipel, nördlich bis zu den Ryūkyū-Inseln in Tiefen bis zu 100 Metern.

## Merkmale
Mit einer Maximallänge von 2,30 Metern ist der Napoleon-Lippfisch mit großem Abstand die größte Art der Lippfische und zusammen mit einigen Zackenbarscharten einer der größten Korallenfische. Das Maximalgewicht liegt bei 191 kg. Für gewöhnlich bleibt er allerdings bei einer Länge von 60 Zentimeter, geschlechtsreif wird er bei 35 Zentimeter Länge. Jüngere Napoleon-Lippfische weisen je nach Alter eine umfangreiche Zeichnung auf, die mit dem Alter verblasst. Ausgewachsene Napoleon-Lippfische haben dicke, aufgeworfene Lippen und einen auffälligen Kopfbuckel. Sie sind grünlich, grau oder bläulich gefärbt.
Flossenformel: Dorsale IX/10, Anale III/8.

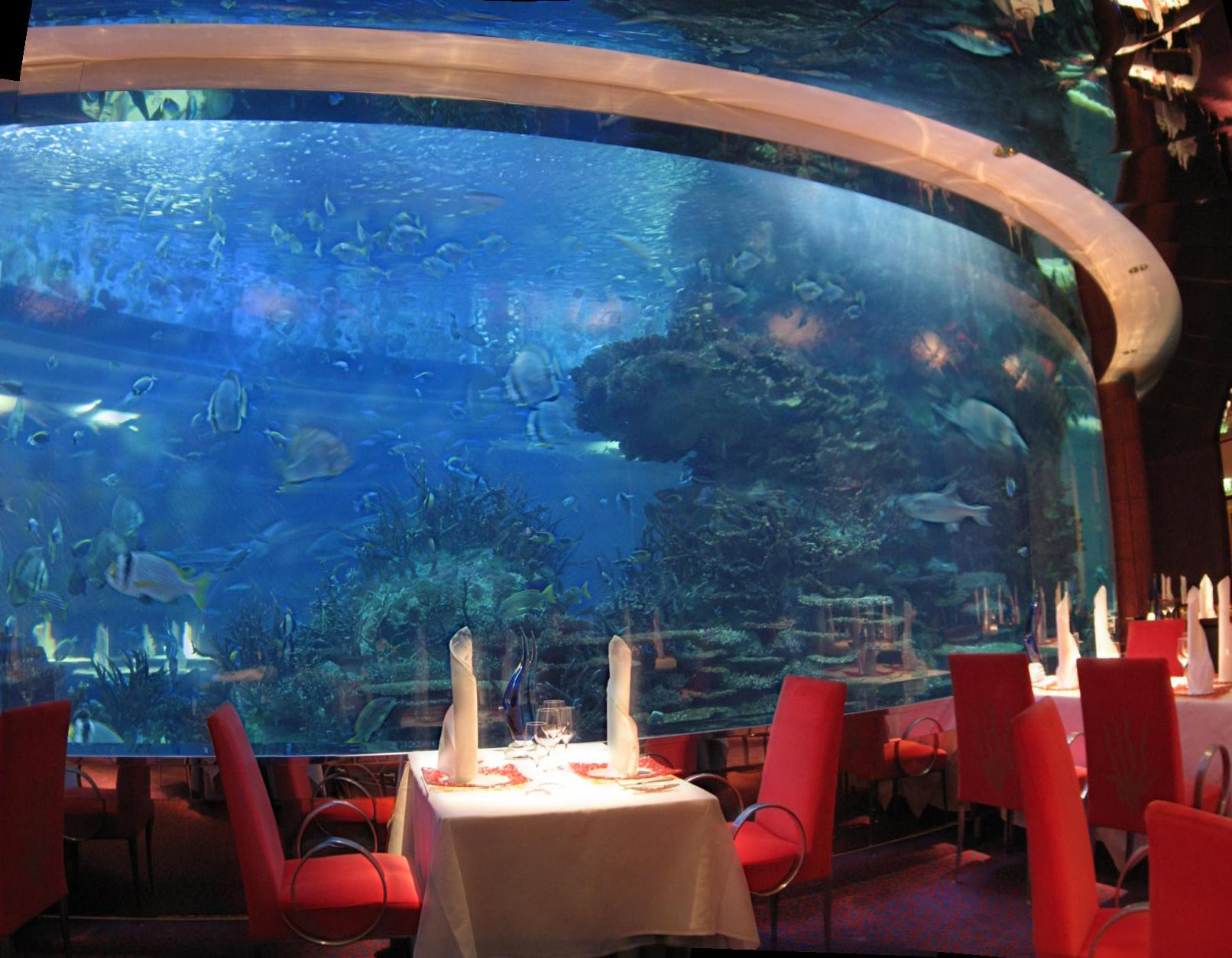
Aquarium mit Napoleon-Lippfischen und anderen Riffbewohnern im Luxusrestaurant al Mahara im Burj al Arab

## Lebensweise
Der Napoleon-Lippfisch ist ein tendenzieller Einzelgänger, tagaktiv und ortsgebunden. Er schläft nachts zwischen den Korallen. Er ernährt sich von Fischen, Mollusken und Krustentieren. Er ist einer der wenigen Raubfische, die giftige Arten verzehren können. Der Mensch kann sich ihm leicht nähern.
Der Napoleon-Lippfisch kann über 30 Jahre alt werden, wobei Weibchen älter werden als Männchen. Die Geschlechtsreife erreichen die Fische mit 6 Jahren. Jeder außerhalb seiner Heimatgewässer in Aquarien (oft in Luxusrestaurants) gehaltene Fisch dieser Spezies ist ein Wildfang, denn eine kommerzielle Aufzucht in Aquakultur ist nicht erfolgreich.

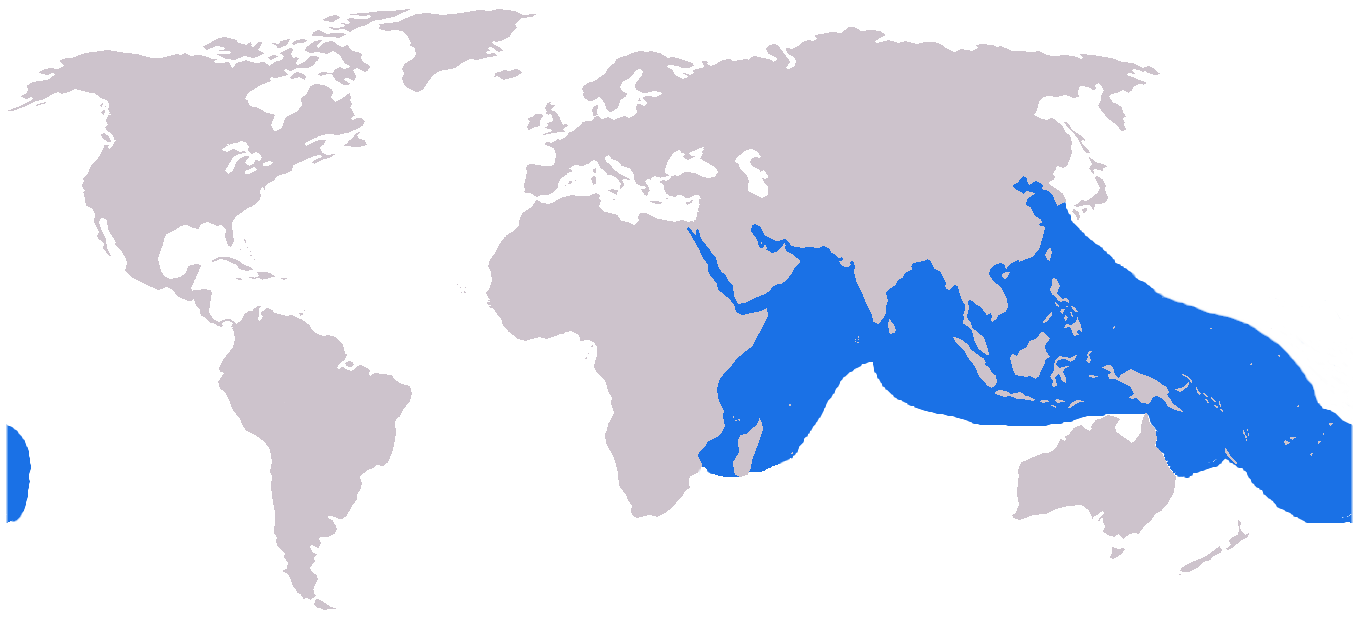
Verbreitungsgebiet des Napoleon-Lippfischs

## Verbreitung
Der Napoleon-Lippfisch tritt in den Riffgewässern von 11 indopazifischen Ländern auf, wie in den Philippinen, Indonesien, Malaysia, Singapur, Hongkong, China, Palau, Papua-Neuguinea.

## Gefährdung
In der roten Liste der IUCN wird die Gesamtpopulation als endangered (stark gefährdet) bezeichnet. In mittelfristiger Zukunft besteht die Gefahr der Ausrottung dieses Fisches, sollten nicht wirksame Maßnahmen gegen die Überfischung ergriffen werden. Für 1 kg dieses Fisches werden je nach Qualität 90 bis 175 US-Dollar bezahlt. Große Tiere dieser Art wiegen bis zu 200 kg.
Der hohe Preis und die sehr große Nachfrage sind nicht mehr in Einklang mit einer nachhaltigen Nutzung zu bringen. Eine Reihe Länder erließen Bestimmungen zum Schutz des Napoleon-Lippfischs. Deren Wirksamkeit ist unklar, denn illegaler Handel ist erkennbar.
Vorwiegend wird der Handel über Singapur und Hongkong getätigt (Stand 2010). Er macht zudem einen wertvollen Teil des chinesischen Handels mit Rifffischen aus (Stand 2019). Nach amtlichen Angaben aus Hongkong ist das Hauptausfuhrland für den Fisch Indonesien, gefolgt von Malaysia und den Philippinen, wobei die malayischen Ausfuhren überwiegend auf Fängen in den südlichen Philippinen beruhen sollen, der (direkte) Export der lebenden Fische aus den Philippinen ist nämlich illegal. Angesichts der Tatsache, dass ein hoher Anteil von Cheilinus undulatus, der nach Hongkong gelangt, aus Indonesien rührt und dass in einer Untersuchung ca. 77,5 % der beschlagnahmten Fische aus Indonesien weniger als 500 mm Länge maßen und 68,5 % unter 400 mm betrugen, ist klar, dass ein erheblicher Anteil der Fänge und Exporte aus Indonesien von unreifen Jungfischen stammt. Diese Feststellung ist insofern bedeutsam, da das Land die nationale Regelung hat, dass Napoleon-Lippfische mit einem Gewicht von unter einem kg (ca. 420 mm Länge) nicht exportiert werden dürfen. Außer der Größenbeschränkung verfügte Indonesien 2004 ein Ausfuhrlimit auf 8000 Tiere und Malaysia setzte zwischen 2007 und 2009 ein Limit auf 26.600 Tiere jährlich. Weitere Schlupflöcher stellen eine Reihe von Herkunftsländern dar, die keinen bedeutenden internationalen Handel für diese Art aufweisen. In Palau und Papua-Neuguinea beträgt die Mindestgröße für die Anwendung von Bestimmungen erst ca. 650 mm (entsprechend ca. 3,9 kg). Insgesamt exportiert nur Indonesien legal jährlich 2000 dieser Fische mit einem Gewicht von jeweils 1–3 kg (Stand 2019).
Folgerungen: Für eine Art, die aufgrund ihrer biologischen Merkmale und des internationalen Handels derart anfällig für kommerziellen Druck ist, wie Cheilinus undulatus, reichen Mindestgrößenvorschriften und Quotenfestsetzungen möglicherweise nicht aus, um ihre nachhaltige Nutzung zu gewährleisten. Der internationale Handel mit dieser Art erfordert jedenfalls eine erheblich strengere Durchsetzung. Informationen über die natürlichen Populationsgrößen und -zusammensetzungen für einen wirksamen Schutz der Bestände fehlen zudem.